# Avola

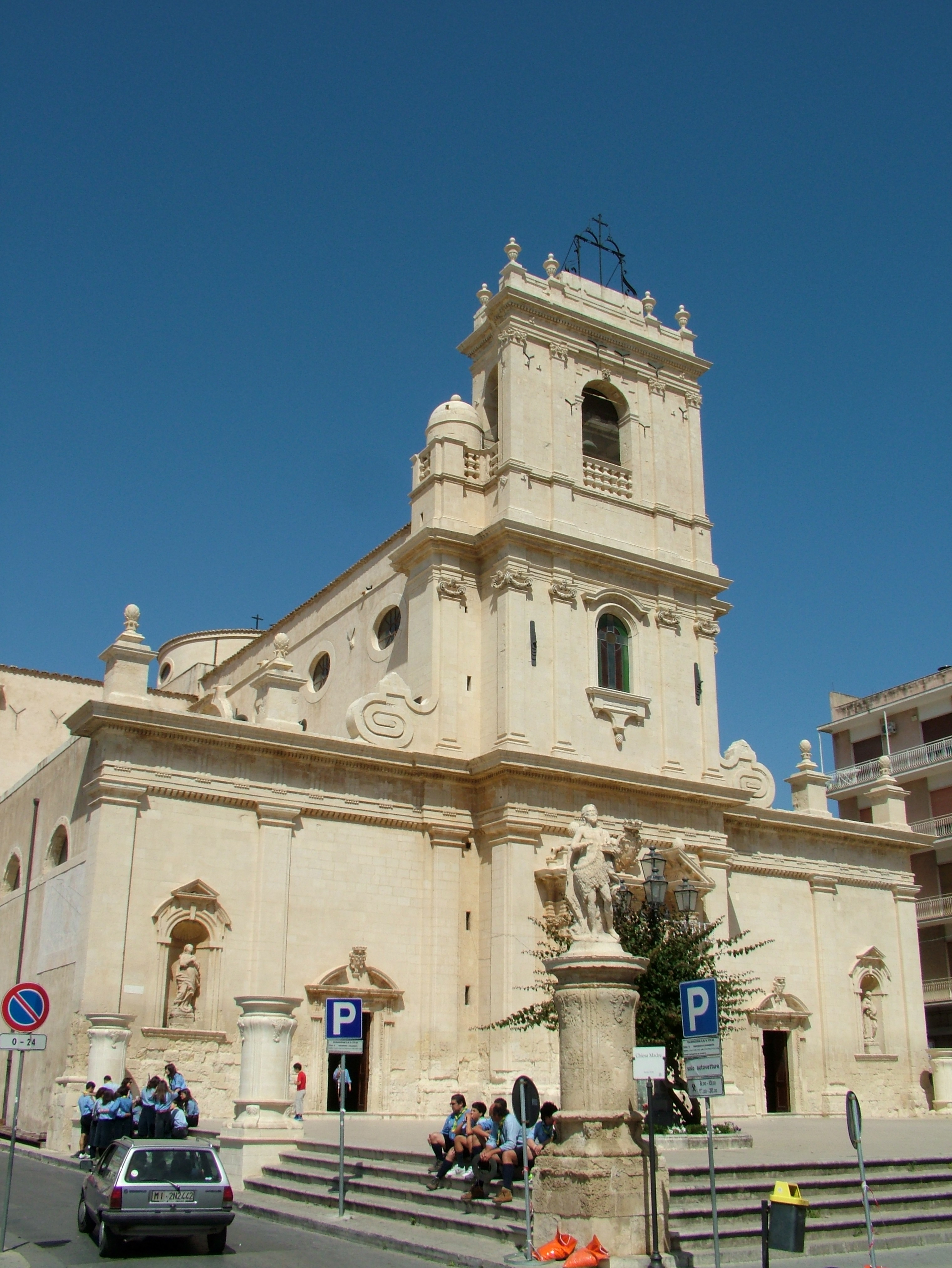
Iglesia Madre San Nicolás de Myra en Avola.

Avola es una localidad italiana de la provincia de Siracusa, región de Sicilia. Posee una población de 31.697 habitantes.

Ubicación de la ciudad de Avola dentro de la provincia de Siracusa.

## Historia

### Historia Antigua y Medieval
Según algunas fuentes, el origen de la ciudad hace referencia a la Hybla mayor, ubicada cerca de la costa sureste de la Sicilia. La zona, antiguamente habitada por los sicanos, fue invadida desde Sicilia y se convirtió en el escenario de la lucha por la supremacía en la región. El término «Hybla» no es griego sino prehelénico, probablemente sicano, y es el nombre de una diosa (identificada probablemente con la Afrodita helénica). 
Los sicilianos lucharon contra los habitantes locales y se establecieron permanentemente en el territorio hacia finales del siglo XIII a. C. comienzos del XII a. C. Han quedado numerosas evidencias de la presencia de los sicilianos, especialmente cerámica y platos, y algunas tumbas en lo que hoy es la Reserva Natural de Cavagrande Cassibile. 
Posteriormente, Grecia colonizó el área a mediados del siglo VIII a. C., dando lugar a una civilización en parte influida por el contacto con los fenicios.
Durante la guerra del Peloponeso, el territorio fue conquistado por el tirano Dionisio. En el siglo II a. C., a raíz de la primera guerra púnica, el predominio griego-cartaginés fue reemplazado por el de Roma, que en el 227 a. C. estableció la provincia de Siracusa, al tiempo que permite una amplia autonomía a Siracusa y todas las posesiones de esta ciudad en el sureste de la isla, incluyendo también la zona de Hybla major. La abolición de las instituciones estatales de Siracusa durante la segunda guerra púnica resultó en la ocupación militar romana de todo el sureste de Sicilia a fines del siglo II a. C., que fue definitiva luego de la caída de Siracusa en el 212 a. C. 
Con la dominación romana, que duró hasta el 450 (aproximadamente) la totalidad del territorio perdió su antiguo esplendor. A raíz de la devastación y saqueo por vándalos, que ocuparon la totalidad de Sicilia a mediados del siglo V, desaparecieron las referencias a Hybla major y la zona se convirtió en un páramo desierto. Esta situación continuó durante el gobierno ostrogodo (siglo V - siglo VI) y el Imperio Bizantino (siglo VI y siglo IX). En el período árabe (siglo IX y siglo XI) el territorio se fue recuperando poco a poco, dando lugar a un pueblo modesto, en el sitio de la antigua Avola, que nació con toda probabilidad recién durante la dominación normanda o sueva (siglo XI y siglo XIII).

### Historia Moderna y Contemporánea
En la Edad Media, gracias a la Corona de Aragón, hubo un renacimiento demográfico y económico de ciertas regiones que se intensificó durante el siglo XVI y siglo XVII. En 1693 en víspera de los terremotos que asolaron la región, Avola, enclavado a los pies de los Montes Ibleos, contaba con una población de no menos de seis mil habitantes. Pero el 9 y 11 de enero de 1693 un violento terremoto, destruyó la ciudad y muchos otros centros urbanos en el este de Sicilia (incluso Siracusa y Catania), obligando a la población superviviente a trasladarse a la costa cercana, a doce kilómetros de distancia, para luego regresar a Avola. Las obras de reconstrucción se iniciaron inmediatamente después del desastre a instancias del príncipe Nicole Pignatelli de Aragón que confió el diseño del nuevo asentamiento al padre Angelo Italia (Licata, 8 de mayo de 1628 – Palermo, 5 de mayo de 1700), arquitecto siciliano famoso en la Compañía de Jesús. La ciudad fue construida en planta y de acuerdo a una estructura geométrica centrada y racional que llevó a los aspectos nobles que aún hoy la caracterizan. Durante el siglo XVIII y siglo XIX Avola fue embellecido por algunas construcciones civiles (Palazzo Ducale,Palazzo di Città (Ayuntamiento),Teatro Comunale, etc. ) y religiosas (iglesias de San Antonio Abate, San Antonio de Padua y la magnífica iglesia Mother). En las primeras décadas del siglo XX se construyeron algunas elegantes villas de estilo Art Decó que dieron y siguen dando prestigio al centro de la ciudad. 
El 2 de diciembre de 1968, en una ola de huelgas organizadas por los trabajadores en la zona agrícola de la provincia pidiendo la eliminación de la contratación de "ilegales" y el establecimiento de auditores de la Comisión de Auditoría para supervisar las condiciones de contratación de mano de obra, se llevó a cabo un bloqueo de carretera que provocó la intervención de la policía. 
La policía mató a dos personas, registrándose cuarenta y ocho heridos. Después de esto el acuerdo fue cerrado con rapidez. Los trágicos hechos de aquellos días provocaron algunas revueltas estudiantiles y obreras que se extendieron en las siguientes semanas por todo el territorio nacional, en el contexto de los movimientos de masas de El Sessantotto.

## Economía
La economía de la región está principalmente vinculada con los productos agrícolas y la pesca. 
Hay pastelería de renombre en las zonas adyacentes a la ciudad de Noto, especialmente un tipo de mandorla, la "Mandorla Pizzuta d'Avola".
Es famoso el vino Nero d'Avola, elaborado con vides de la zona, el cual actualmente también se produce en otros lugares. De hecho, la mayor extensión de Nero d'Avola y se encuentra en la actualidad en el territorio de Noto.

## Evolución demográfica
| Gráfica de evolución demográfica de Avola entre 1861 y 2001 |
|                                                             |
| Fuente ISTAT - Elaboración gráfica por parte de Wikipedia   |

## Fiestas
- Fiesta de Santa Venera, el último, domingo de julio,
- Fiesta de San Sebastián, el segundo domingo de mayo,
- Fiesta de la San Corrado Confalonieri , 19 de febrero.
- Fiesta de la San José, 19 de marzo.

## Personajes célebres
- Gaetano Gubernale (1887 - 1953)
- José Blanco, botánico (Avola, 4 de febrero de 1801 - 12 de noviembre de 1883)
- Antonio Cappello, general Ejército Italiano (Avola, 15 de octubre de 1927)
- Paolo Di Stefano, periodista y escritor
- Franzo Grande Stevens, abogado y presidente de la Juventus Football Club de 2003 de 2006 (Avola, 13 de septiembre de 1928)
- Conrad Santuccio, alcalde de Avola 1888 - 1947
- John Scuderi, político
- Carmelo Barone, ciclista
- Fortunato Di Noto, sacerdote en su batalla contra el abuso niño
- Paul Tiralongo, ciclista (Avola, 8 de julio de 1977), profesional desde el año 2000
- Peter Nigro, escritor (Avola, 11 de julio de 1939)
- Giampaolo Caruso, ciclista (Avola, 15 de agosto de 1980), profesional desde 2002,
- Italia Libre Troja, jurista y escritor (Sexta Reghena - PN, 10 de abril de 1926)
- Candela Sol Magariños, bailarina, artista.